# 작은개닮은박쥐
작은개닮은박쥐 또는 피터스개닮은박쥐(Peropteryx macrotis)는 대꼬리박쥐과에 속하는 남아메리카와 중앙아메리카 박쥐의 일종이다. 1826년 처음 기술되었고, 초기 학명이 다른 종의 학명으로 이미 사용중이었기 때문에 1843년에 다른 학명으로 변경되었다.

## 특징
작은개닮은박쥐는 작은 박쥐로 몸길이는 약 6cm, 꼬리 길이는 약 1.4cm이다. 성체 몸무게는 겨우 4g 정도에 불과하고 암컷이 수컷보다 크다. 상당히 긴 털을 갖고 있으며, 갈색부터 회색 또는 불그스레한 색까지 다양한 색을 띤다. 개닮은박쥐류 중에서 가장 작지만, 털이 없는 긴 주둥이는 개닮은박쥐류가 모두 공유하는 특징으로 통용명은 이때문에 붙여졌다. 작은 크기 이외에, 근연종 모두는 팔 앞쪽의 날개 비막 일부에 외부로 열린 분비선 주머니를 갖고 있다.

## 분포 및 서식지
작은개닮은박쥐는 남쪽으로 멕시코 베라크루스주 동부와 오아하카주부터 중앙아메리카 전역에서 발견된다. 남아메리카에서는 콜롬비아 전역에서 발견되지만, 안데스산맥 동부 지역에서만 서식하며, 볼리비아 동부, 파라과이 북부 그리고 브라질 산타카타리나주의 남쪽 끝에서 발견된다.
분포 지역에서 해발 1000m 이하의 열대 탈락성 숲에서 아주 흔하게 발견되며 상록수 숲이나 준건조 관목지대에서 발견되기도 한다. 알려진 아종은 없지만, 이전에는 트리니다드개닮은박쥐를 작은개닮은박쥐의 아종으로 간주하기도 했다.

## 생태 및 습성
작은개닮은박쥐는 주로 작은 딱정벌레목과 파리목 곤충을 먹는다. 낮 동안에는 주로 동굴에서 지내지만 지하 수로와 옛 건물터와 교회 지붕 등과 같은 인공 건축물에서도 서식하는 것으로 추정하고 있다. 집단은 일반적으로 작으며, 15마리 이하로 구성되지만 다양한 다른 종들과 둥지를 공유한다. 일부 무리는 암컷을 유인하기 위하여 날개주머니로부터 냄새를 분비하는 단 한 마리의 수컷을 포함하기도 한다. 포식자로 올빼미와 큰귀양털박쥐가 포함된다. 연중 번식을 하며, 임신 기간은 4개월과 4개월 반 사이이다. 암컷은 한 번에 한마리의 새끼를 낳고 쌍각자궁의 왼쪽 자강각에 임신을 한다.